# La Manzanilla

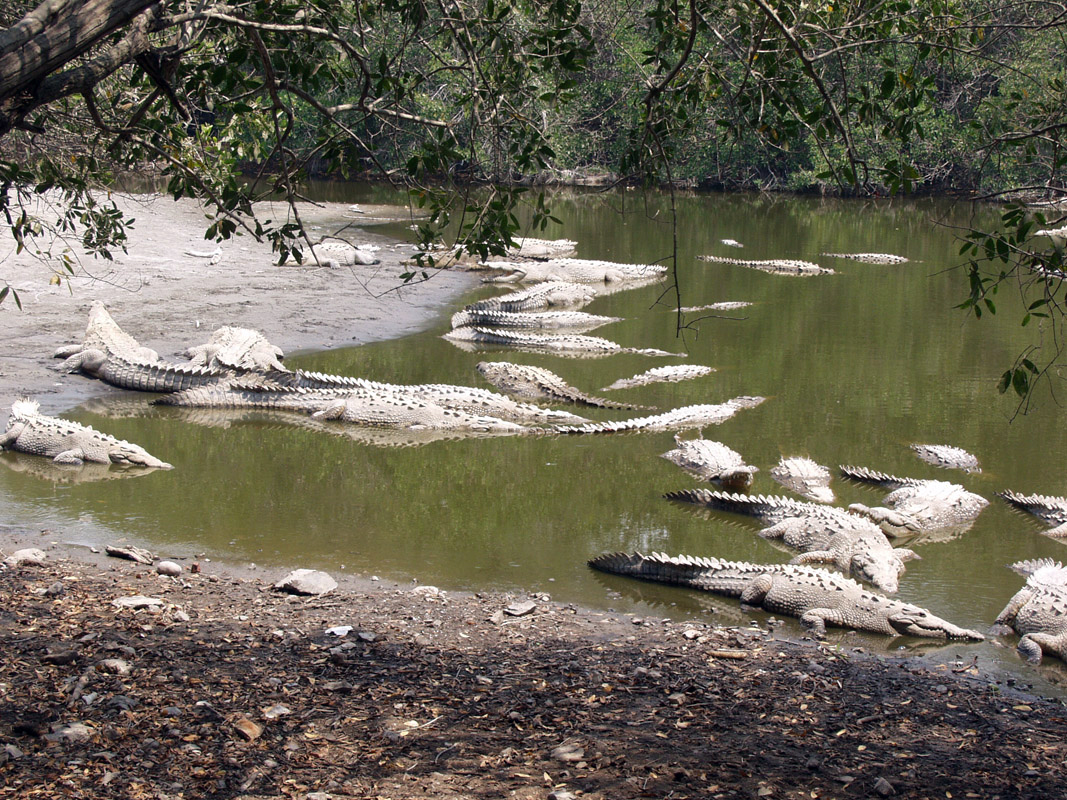

La Manzanilla es un pueblo costero del municipio de La Huerta, Jalisco, México. Se encuentra en la bahía de Tenacatita, en el kilómetro 14 de la carretera federal N° 200 que va de Puerto Vallarta a Melaque.

## Fauna

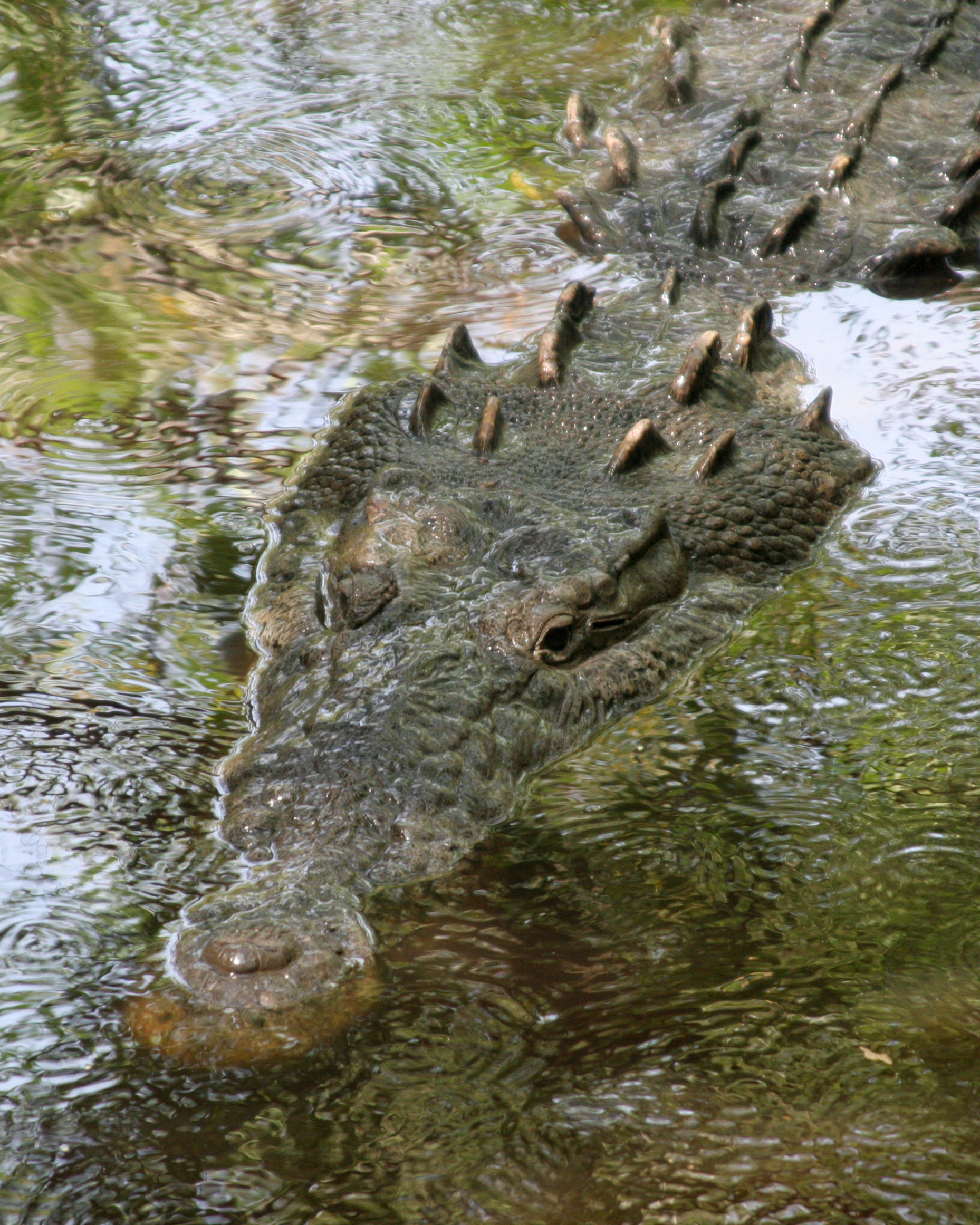
Fotografía de un cocodrilo americano tomada en la costa pacífico de La Manzanilla, Estado de Jalisco, México.

Unos de sus atractivos, es el entorno conformado por manglares y la extremidad de un río que dan vida al estero de La Manzanilla, morada de  cocodrilos americanos, que se pueden apreciar en su hábitat natural, así como una gran diversidad de aves.
Tiene un pequeño mirador de cocodrilos y campamentos ecológicos, en donde, en los meses de julio, agosto y septiembre se acostumbra liberar tortugas. Está cerca de una zona de camping y de hoteles (Boca de iguanas).
El área total del estero es de aproximadamente 264 hectáreas, de las que 190 están protegidas en el ámbito de un proyecto UMA (Unidades de Manejo para la Conservación de la Vida Silvestre).
También cuenta con un cocodrilario con algunos cocodrilos en cautiverio. 